# Toni
Toni ist ein geschlechtsneutraler Vorname. Im deutschen Sprachraum ist Toni vorwiegend ein männlicher Vorname. In anderen Sprachräumen, besonders im englischen Sprachraum ist Toni vorwiegend ein weiblicher Vorname.

## Herkunft und Bedeutung
Toni ist ein eigenständiger Vor- und Nachname, der sich vom lateinischen Namen Antonius ableitet. Er wird darüber hinaus als Kurzform der Namen Anton, Antoni, Antonio, Antoinette und Antonia, die ebenfalls auf den lateinischen Namen Antonius zurückgehen, verwendet.

## Varianten
- Tony (englische Variante)
- Tünn (Kölner Variante)
- Tooske (niederländische Variante)

## Namenstag
- 13. Juni, nach Antonius von Padua
- 6. Mai (Antonia)

## Bekannte Namensträger

### Vorname

#### A
- Toni Anzenberger (* 1969), österreichischer Radsportler, Reisejournalist und Fotograf

#### B
- Toni Bartl (* 1971), deutscher Produzent, Musiker
- Toni Amadeus Bechtold (* 1986), deutscher Jazzmusiker und Musikforscher
- Toni Beck (1924–2003), deutscher Landwirt und Politiker
- Toni Berger (1921–2005), deutscher Schauspieler
- Toni Bernhart (* 1971), italienischer Germanist und deutschsprachiger Autor
- Toni Bertorelli (1948–2017), italienischer Schauspieler
- Toni Blankenheim (1921–2012), deutscher Opernsänger
- Toni Bortoluzzi (* 1947), Schweizer Politiker
- Toni Bruk (1947–2020), sorbischer Filmregisseur und -produzent
- Toni Brutscher (1925–1983), deutscher Skispringer und Musiker
- Toni Burghart (1928–2008), deutscher Maler und Zeichner
- Toni Böhm (1949–2006), österreichischer Volksschauspieler
- Toni Bürgler (* 1957), Schweizer alpiner Skirennfahrer

#### C
- Toni Casals Rueda (* 1980), andorranischer Skibergsteiger
- Toni Catany (1942–2013), spanischer Fotograf
- Toni Cathomen (* 1966), Schweizer Molekularbiologe
- Toni Cottura (* 1971), deutscher Musikproduzent, Rapper und Sänger

#### D
- Toni Dahlman (* 1979), finnischer Eishockeyspieler
- Toni Danzer (1891–1951), deutscher Maler
- Toni De Gregorio (1931–2006), italienischer Dokumentar- und Fernsehregisseur
- Toni Dettling (* 1943), Schweizer Politiker
- Toni Deutsch (* 1987), deutscher Schauspieler
- Toni Dietl (* 1961), deutscher Karateka
- Toni Dirlic (* 1979), deutscher Basketballtrainer und -spieler

#### E
- Toni Ebner (* 1957), Südtiroler Journalist
- Toni Egger (1926–1959), österreichischer Kletterer und Bergsteiger
- Toni Eggert (* 1988), deutscher Rennrodler

#### F
- Toni Feireisl (* 1984), deutscher Basketballspieler
- Toni Filipi (* 1984), kroatischer Boxer
- Toni Franz (* 1983), deutscher Schwimmer

#### G
- Toni Gänge (* 1988), deutscher Fußballspieler
- Toni Gardemeister (* 1975), finnischer Rallyefahrer
- Toni Gomes (* 1998), portugiesischer Fußballspieler
- Toni Gorupec (* 1993), kroatischer Fußballspieler
- Toni Grand (1935–2005), französischer Bildhauer
- Toni Graschberger (1915–2003), deutscher Schauspieler und Intendant
- Toni Greis (* 1973), deutscher Comiczeichner und Illustrator
- Toni Gruber (1943–2023), deutscher Motorradrennfahrer

#### H
- Toni Hagen (1917–2003), Schweizer Geologe und Entwicklungshelfer
- Toni Hannula (* 1962), finnischer Ringer
- Toni Hämmerle (1914–1968), deutscher Komponist
- Toni Harper (1937–2023), US-amerikanische Pop- und Jazzsängerin
- Toni Haßmann (* 1975), deutscher Springreiter und dreifacher Derbysieger
- Toni Hellmuth (* 1990), deutscher Volleyball- und Beachvolleyballspieler
- Toni Hermanns (1915–2007), deutscher Architekt
- Toni Hofer (1903–1979), österreichischer bildender Künstler
- Toni Huber (1964–2021), deutscher Politiker
- Toni Huber (* 1954), deutscher Autor

#### I
- Toni Innauer (* 1958), österreichischer Skispringer
- Toni Iwobi (* 1955), italienischer Senator

#### J
- Toni Jurascheck (* 1986), deutscher Fußballspieler

#### K
- Toni Kähkönen (* 1986), finnischer Eishockeyspieler
- Toni Kallio (* 1978), finnischer Fußballspieler
- Toni Ketelä (* 1988), finnischer Skilangläufer
- Toni Khoury (* 1935), libanesischer Sportfunktionär
- Toni Kinshofer (1934–1964), deutscher Bergsteiger
- Toni Kirén (* 1984), finnischer Eishockeyspieler
- Toni Kolehmainen (* 1988), finnischer Fußballspieler
- Toni Korkeakunnas (* 1968), finnischer Fußballtrainer
- Toni Koskela (* 1983), finnischer Fußballspieler und -trainer
- Toni Krahl (* 1949), deutscher Musiker und Sänger der Band City
- Toni Kraus (* 1997), deutscher Popmusiker
- Toni Kroos (* 1990), deutscher Fußballspieler
- Toni Kuivasto (* 1975), finnischer Fußballspieler
- Toni Kukoč (* 1968), kroatischer Basketballspieler
- Toni Kurz (1913–1936), deutscher Bergsteiger

#### L
- Toni-L (* 1969), bürgerlich Toni Landomini, deutscher Musiker und Rapper
- Toni Labhart (1937–2025), Schweizer Geologe und Mineraloge
- Toni Landenhammer (* 20. Jh.), deutscher Skispringer
- Toni Leistner (* 1990), deutscher Fußballspieler
- Toni Liias (* 1986), finnischer Bahn- und Straßenradrennfahrer
- Toni Livers (* 1983), Schweizer Skilangläufer
- Toni Lydman (* 1977), finnischer Eishockeyspieler

#### M
- Toni Mahfud (* 1994), deutscher Influencer
- Toni Mäkiaho (* 1975), finnischer Eishockeyspieler
- Toni Mark (1934–1959), österreichischer Skirennläufer
- Toni May (1914–2004), deutscher Maler
- Toni Mang (* 1949), deutscher Motorradrennfahrer
- Toni Martl (1916–1999), deutscher Komponist
- Toni Merz (1895–1966), deutscher Maler
- Toni Müller (* 1984), Schweizer Curler
- Toni Musto (* 1989), deutsch-italienischer Fußballspieler

#### N
- Toni Netzle (1930–2021), bayerische Volksschauspielerin
- Toni Nieminen (* 1975), finnischer Skispringer

#### O
- Toni, auch Toni Oliveira (* 1945), portugiesischer Fußballspieler und -trainer, siehe António José Conceição Oliveira

#### P
- Toni Pierenkemper (1944–2019), deutscher Wirtschafts- und Sozialhistoriker
- Toni Podpolinski (* 1986), deutscher Handballspieler
- Toni Polster (* 1964), bürgerlich Anton, österreichischer Fußballspieler
- Toni Porkka (* 1970), finnischer Eishockeyspieler
- Toni Preis (* 1945), deutscher Bildhauer
- Toni Pulu (* 1989), neuseeländischer Rugby-Spieler
- Toni Puszamszies (1958–2013), deutscher Fußballspieler und -trainer

#### R
- Toni Rajala (* 1991), finnischer Eishockeyspieler
- Toni Reis (* 1964), brasilianischer Menschenrechtsaktivist
- Toni Rimrod (* 1948), deutscher Volleyballspieler
- Toni Ritter (* 1990), deutscher Eishockeyspieler

#### S
- Toni Sattler (* 1987), deutscher Synchronsprecher und Webvideoproduzent
- Toni Schimpl (1943–2020), deutscher Politiker
- Toni Schröder (1932–2011), deutscher Politiker
- Toni Sailer (1935–2009), österreichischer Skirennläufer und Schauspieler
- Toni Seiler (* 1958), Schweizer Autorennfahrer
- Toni Schmid (1909–1932), deutscher Bergsteiger
- Toni Schmücker (1921–1996), deutscher Industriemanager
- Toni Schneider-Manzell (1911–1996), deutsch-österreichischer Bildhauer
- Toni Schneiders (1920–2006), deutscher Fotograf
- Toni Scholl (* 1963), deutscher Musiker und Dirigent
- Toni Schreier (* 1962), deutscher Fußballspieler
- Toni Schumacher (Anton Schumacher; * 1938), deutscher Fußballtorwart
- Toni Schumacher (Harald Anton Schumacher; * 1954), deutscher Fußballtorwart
- Toni Seifert (* 1981), deutscher Ruderer
- Toni Sihvonen (* 1971), finnischer Eishockeyspieler und -trainer
- Toni Silva (* 1993), bürgerlich Toni Brito Silva Sá, portugiesischer Fußballspieler
- Toni Skaba (* 1932), deutscher Fußballspieler
- Toni Slama (* 1948), österreichischer Schauspieler
- Toni Snétberger (* 1983), deutscher Schauspieler
- Toni Söderholm (* 1978 in Finnland), Bundestrainer der deutschen Eishockeynationalmannschaft und finnischer Eishockeyspieler
- Toni Spiss (1930–1993), österreichischer Skirennläufer
- Toni Stadler junior (1888–1982), deutscher Bildhauer und Zeichner
- Toni Stanoeski (* 1993), mazedonischer Skilangläufer und Biathlet
- Toni Stegmayer (* 1957), deutscher Künstler
- Toni Steingass (1921–1987), deutscher Komponist
- Toni Stooss (* 1946), Schweizer Kunsthistoriker
- Toni Stricker (1930–2022), österreichischer Violinist und Komponist
- Toni Šunjić (* 1988), bosnisch-herzegowinischer Fußballspieler

#### T
- Toni Tapalović (* 1980), deutscher Torwarttrainer und ehemaliger Fußballtorwart
- Toni Tholen (* 1965), deutscher Germanist und Literaturwissenschaftler
- Toni Tipurić (* 1990 in Jugoslawien), österreichischer Fußballspieler
- Toni Trepte (1909–1981), deutscher Künstler
- Toni Turek (1919–1984), deutscher Fußballtorhüter

#### V
- Toni Valeruz (* 1951), italienischer Extremskifahrer
- Toni Vastić (* 1993), österreichischer Fußballspieler
- Toni Vescoli (* 1942), Schweizer Musiker und Sänger
- Toni Vetrano (* 1964), deutscher Politiker
- Toni Vilander (* 1980), finnischer Rennfahrer

#### W
- Toni Wachsmuth (* 1986), deutscher Fußballspieler und Sportdirektor

#### Z
- Toni Zenz (1915–2014), deutscher Bildhauer

### Rufname
- Toni Basil (* 1943), bürgerlich „Antonia Christina Basilotta“, US-amerikanische Sängerin und Choreografin
- Toni Braxton (* 1967), US-amerikanische Sängerin
- Toni Collette (* 1972), australische Schauspielerin und Sängerin
- Toni Duggan (* 1991), englische Fußballspielerin
- Toni Ebner (1918–1981), Antonio Ebner, später Anton Ebner, südtiroler Politiker (SVP) Journalist
- Toni Frissell (1907–1988), bürgerlich „Antoinette Frissell Bacon“, US-amerikanische Fotografin
- Toni Garrn (* 1992), bürgerlich „Antonia Garrn“, deutsches Model
- Toni Kalem (* 1950), US-amerikanische Schauspielerin, Drehbuchautorin und Filmregisseurin
- Toni Morrison (1931–2019), bürgerlich „Chloe Ardelia Wofford“, US-amerikanische Schriftstellerin
- Toni Pressley (* 1990), US-amerikanische Fußballspielerin
- Toni Sender (1888–1964), bürgerlich „Sidonie Zippora Sender“, deutsche Politikerin
- Toni Stolper (1890–1988), geborene „Antonie Kassowitz“, österreichische Ökonomin und Journalistin
- Toni Trucks (* 1980), bürgerlich „Antoinette Lindsay Trucks“, US-amerikanische Schauspielerin

### Familienname
- George Olivier Toni (1926–2017), brasilianischer Fagottist, Komponist, Dirigent, Musikpädagoge und -wissenschaftler
- Lapalapa Toni (* 1994), samoanischer Fußballspieler
- Lino De Toni (* 1972), italienischer Eishockeyspieler
- Luca Toni (* 1977), italienischer Fußballspieler
- Manuel De Toni (* 1979), italienischer Eishockeyspieler